# タナゴモドキ
タナゴモドキ（鱮擬、Hypseleotris cyprinoides）はカワアナゴ科の一種で、ハゼの仲間ではあるが、タナゴの仲間によく似た特徴を持っている。

## 分布
日本国内では、黒潮の影響を強く受ける地域である、和歌山県、高知県、宮崎県、奄美大島、沖縄島、宮古島、石垣島、西表島、久米島の淡水域。国外では、西・南太平洋およびインド洋西部の熱帯・亜熱帯地域の淡水域。

## 形態
全長は6-8センチメートル。タナゴによく似た体形をしており、頭と体は著しく側扁し、頭部と口が小さく、尖る。体側中央には吻端から尾鰭付け根にかけて暗色縦帯がある。繁殖期のオスの背鰭は黒味が強まり、不規則な白斑が現れる。また、体は濃い赤に鮮やかになる。黒い縦条が頭部から尾柄にかけてある。

## 生態
河川下流域および中流域の淵の池やワンド、湿地などのような水がよどんだ低地の溜池や溝、水田、小河川・細流の緩流部、河川の堰堤下などに生息し、岸付近に水生植物や倒木が多いところ、特に水草が豊富に生えた場所を好み、群がりで中層を浮遊して生活する。
産卵期は4～12月と比較的長く、水草に産み付けられた卵はオスが守る。両側回遊型で、仔魚は海で生活する。動物食性。

## 保全状況
絶滅危惧ⅠB類に指定されている。インド洋のレユニオン島では絶滅した。